# En hustru till låns
Vil De være min kone i morgen? er en dansk stumfilm fra 1920, der er instrueret af Lau Lauritzen Sr. efter manuskript af Harriet Bloch.

## Handling
Denne artikel mangler et handlingsreferat. Hjælp os med at skrive det.

## Medvirkende
- Ernst Eklund - Halfdan Ring
- Pip Overbeck - Märthe, Rings kone
- Carl Schenstrøm - Nicolaus Persson
- Karen Winther - Inga, Perssons kone
- Maja Cassel - Fru Karina Savigny
- Aage Bendixen